# Campylopus percurvatus
Campylopus percurvatus är en bladmossart som beskrevs av C. Müller 1897. Campylopus percurvatus ingår i släktet nervmossor, och familjen Dicranaceae. Inga underarter finns listade i Catalogue of Life.